# Idioma lozi
El lozi (también conocido como silozi y rozi) es una lengua bantú (familia níger-congo) hablada por grupos étnicos específicos de Botsuana, Namibia, Zambia, y Zimbabue.
Se estima que es hablado por unas 700.000 personas, la mayoría de ellos habitantes de Zambia, donde lo habla cerca del 6% de la población (aproximadamente 560.000 personas).
- Datos: Q33628